# کمبو اوبا کمبو
کمبو اوبا کمبو (انگلیسی: Kembo Uba Kembo; ۲۷ دسامبر ۱۹۴۷ – ۲۶ مارس ۲۰۰۷) بازیکن فوتبال اهل جمهوری دموکراتیک کنگو بود.
از باشگاه‌هایی که در آن بازی کرده‌است می‌توان به باشگاه فوتبال ویتا اشاره کرد.
وی همچنین در تیم ملی فوتبال زئیر بازی کرده‌است.